# Обратная киносъёмка
Обратная киносъёмка — кинотрюк, основанный на обратном ходе киноплёнки в киносъёмочном аппарате, в результате чего при кинопроекции полученного фильма зритель видит на экране обратную последовательность отснятых событий. Обратная киносъёмка является одним из простейших и старейших приёмов для получения различных эффектов, чаще всего комических. Этим способом создаётся иллюзия «восстановления» разбитых, разрушенных или сгоревших предметов, «расступающегося моря», взлетающих с земли людей и движения задом наперёд. Приём обратной киносъёмки применяют и для изображения остановки быстро движущегося автомобиля или поезда в точно определённом месте кадра, например перед лежащим на дороге человеком. Снимаемый автомобиль при обратной киносъёмке разгоняется от выбранного места задним ходом, а на экране это выглядит как торможение после движения вперёд.

## Технология
При использовании оптической (не цифровой) технологии кинематографа с киноплёнкой известны два способа получения эффекта обратной киносъёмки: в киносъёмочном аппарате и с помощью трюковой печати. Впервые эффект был получен ещё Жоржем Мельесом, пустившим механизм аппарата в обратную сторону. С тех пор приём стал часто использоваться, и наиболее совершенные камеры начали снабжать функцией обратного хода. В СССР обратный ход киноплёнки был доступен в аппаратах «Родина», «Дружба», семействах КСК, КСМ и других. В любительской практике для достижения эффекта иногда переворачивали камеру вверх дном, что позволяло получать обратную последовательность кадров на отснятой киноплёнке.
Второй способ предполагает трюковую печать в специальных кинокопировальных аппаратах (трюк-машинах). В этом случае исходный негатив или контратип запускается механизмом в обратную сторону при прямом движении позитивной киноплёнки. На телевидении эффект обратной съёмки достигался на этапе монтажа реверсивным воспроизведением нормальной видеозаписи на видеомагнитофоне с динамическим трекингом. При современных цифровых технологиях кинопроизводства, не предполагающих использования киноплёнки, эффект обратной съёмки достигается при нелинейном монтаже на компьютере.

## Использование

### Художественное
Существует несколько применений для обратной киносъёмки, большинство из которых носят художественный характер. Чаще всего таким способом достигается комичный эффект, как в сцене со штангой фильма «Приключения Электроника». Приём можно использовать и для создания на экране иллюзии возвращения уничтоженных вещей «к жизни» при съёмке процесса их разрушения или распада в обратном направлении. В картине «Здравствуйте, я ваша тётя!» целая сцена прибытия лже-тётушки отснята задом наперёд, позволив актёру Калягину изобразить «отступление», в реальности двигаясь по столам и стульям вперёд. В современном кинематографе эти принципы доводятся до совершенства, когда актёры движутся и говорят в обратной последовательности одновременно с обратной киносъёмкой. На экране это даёт сюрреалистический эффект. 
Возможно, самым известным примером этого является музыкальный видеоклип на песню Coldplay The Scientist, перед съёмками которого Крис Мартин целый месяц тренировался запоминать текст песни в обратном порядке, чтобы на экране она звучала понятно. Музыкальные клипы оказались благодатной средой для обратной киносъёмки, причём первым примером почти наверняка был сингл The Beatles 1967 года Strawberry Fields Forever, по которой был создан один из первых музыкальных клипов. Существует множество примеров видеороликов с «пением наоборот», в частности Typical от Mutemath, Breezeblocks от Alt-J и Drop от группы The Pharcyde.
Художественное использование обратного действия широко распространено в фильмах Жана Кокто. Например, в фильме «Красавица и Чудовище» (1946) актёр, помещающий лист бумаги в огонь, а затем уходящий назад, был снят в обратном движении, в результате чего он выглядел так, как будто персонаж подошел к огню и вытащил из него бумагу. В другом случае удаление лепестков цветка Кокто снял в обратном направлении, получив на экране иллюзию, будто цветок возвращается к жизни, а лепестки снова присоединяются к стеблю. Другим примером может служить эпизод с тряпкой и осколками керамики, взлетающими с пола и объединяющимися в целый сосуд. Ко времени «Завещания Орфея» использование обратной киносъёмки стало избыточным в работах Кокто, и многие критики стали обвинять его в чрезмерном увлечении приёмом.
До логического предела реверсивная съёмка доведена в чехословацком фильме 1967 года «Хэппи-энд», снятом Олдржихом Липским: в этой чёрной кинокомедии весь сюжет разворачивается в обратном порядке, что придаёт действию комедийный и абсурдный характер.
Фильм Кристофера Нолана «Довод» (2020) в значительной степени использует драматические последовательности действий с участием персонажей и объектов, которые обращены во времени по сравнению с остальным миром.

### Техническое
Другие виды использования обратной киносъёмки носят технический характер. Получить полноценно скомпонованный и точно сфокусированный крупный план невозможно при спуске камеры, установленной на вертолёте. Поэтому такие кадры чаще всего снимаются в обратном порядке: при взлете вертолета, стоящего у снимаемого актёра, с последующим подъёмом до общего плана. Аналогичный подход может быть принят также в качестве меры предосторожности, например, когда транспортное средство должно резко остановиться непосредственно перед объектом или вплотную к камере. Вместо этого стоящий автомобиль трогается задним ходом непосредственно от актёра. Этот трюк можно увидеть в сцене фильма «Завтра не умрёт никогда», где Джеймс Бонд дистанционно управляет автомобилем в натуральную величину.